# گریک هاگون
گریک هاگون (انگلیسی: Garrick Hagon؛ زادهٔ ۲۷ سپتامبر ۱۹۳۹) یک هنرپیشه اهل انگلستان است.
از فیلم‌ها یا برنامه‌های تلویزیونی که وی در آن نقش داشته است می‌توان به آزادی را فریاد کن، رسالت، اوپنهایمر، شکاف و تبعیدی اشاره کرد.